# Australian Open 2016 – ženská čtyřhra legend
Ženská čtyřhra legend na melbournském grandslamu Australian Open 2016 byla hrána v rámci jedné čtyřčlenné skupiny.
Všechny páry se ve skupině utkaly systémem „každý s každým“ a dle stanovených kritérií z ní vzešla vítězná dvojice. Soutěž byla hrána na zkrácené sety do čtyř her. Při vyrovnaném stavu gamů 3–3 následoval zkrácený tiebreak do pěti míčů.
Vítězkami se staly Američanky Lindsay Davenportová a Martina Navrátilová, které zdolaly všechny tři zbylé páry a v zápasech neztratily žádný set.

## Turnaj
| Legenda                                                       |                                                                        |                                                   |
| - Q – kvalifikant - WC – divoká karta - LL – šťastný poražený | - Alt – náhradník - SE – zvláštní výjimka - PR/SR – žebříčková ochrana | - w/o – bez boje - r – skreč - d – diskvalifikace |

### Základní skupina
|  |                                             | Bartoliová Sánchez Vicariová | Davenportová Navrátilová | Clijstersová Majoliová  | Bradtkeová Schettová    | Zápasy | Sety | Hry   | Pořadí |
|  | Marion Bartoliová Arantxa Sánchez Vicariová |                              | 0–4, 1–4                 | nehráno                 | 4–0, 4–2                | 1–1    | 2–2  | 9–10  | 2.     |
|  | Lindsay Davenportová Martina Navrátilová    | 4–0, 4–1                     |                          | 4–3(5–2), 4–3(5–4)      | 4–1, 4–3(5–2)           | 3–0    | 6–0  | 24–11 | 1.     |
|  | Kim Clijstersová Iva Majoliová              | nehráno                      | 3–4(2–5), 3–4(4–5)       |                         | 4–3(5–0), 2–4, 4–3(5–4) | 1–1    | 2–3  | 16–18 | 3.     |
|  | Nicole Bradtkeová Barbara Schettová         | 0–4, 2–4                     | 1–4, 3–4(2–5)            | 3–4(0–5), 4–2, 3–4(4–5) |                         | 0–3    | 1–6  | 16–26 | 4.     |

Pořadí bylo určeno na základě následujících kritérií: 1) počet vyhraných utkání; 2) počet odehraných utkání; 3) u dvou párů se stejným počtem výher rozhodoval vzájemný zápas; 4) u tří párů se stejným počtem výher rozhodovalo: a) procento vyhraných setů, b) procento vyhraných her; 5) rozhodnutí řídící komise.